# Gianfranco Mauri
Gianfranco Mauri (Erba, 6 febbraio 1928 – Brescia, 17 dicembre 2000) è stato un attore italiano.

## Biografia
È noto soprattutto per aver dato voce al cane Gastone nei film d'animazione Il signor Rossi cerca la felicità, I sogni del Signor Rossi e Le vacanze del signor Rossi di Bruno Bozzetto, e per avere fatto parte del gruppo storico di attori che gravitavano intorno al Piccolo Teatro di Milano e alle produzioni di Giorgio Strehler dai tempi della sua fondazione.
È stato insegnante di recitazione in dialetto milanese presso la Scuola del Piccolo Teatro di Milano diretta da Giorgio Strehler dal 1987/88(?)
Muore a Brescia all'età di settantadue anni a seguito di un infarto poco prima di entrare in scena di uno spettacolo.

## Filmografia
- Le baruffe chiozzotte, regia di Giorgio Strehler (TV, 1966)
- I promessi sposi, regia di Sandro Bolchi (TV, 1967, episodio 4)
- Processi a porte aperte, (TV, 1968, episodio Il barone dei diamanti)
- Il giardino dei ciliegi, regia di Sandro Bolchi (TV, 1968)
- Puccini, regia di Sandro Bolchi (TV, 1973, episodio 4)
- Non ho tempo, regia di Ansano Giannarelli (1973)
- Qui squadra mobile, regia di Anton Giulio Majano (TV, 1973)
- Manon, regia di Sandro Bolchi (TV, 1976, 2 episodi)
- Il giardino dei ciliegi, regia di Giorgio Strehler (TV, 1978)
- Quattro delitti, regia di Alberto Sironi (TV, 1979, episodio Professione farabutto)
- Arabella, regia di Salvatore Nocita (TV, 1980, 3 episodi)
- Ho fatto splash, regia di Maurizio Nichetti (1980)
- La baraonda, regia di Florestano Vancini (1980)
- Piccolo mondo antico, regia di Salvatore Nocita (TV, 1983)
- Il commissario Corso, regia di Gianni Lepre (TV, 1991, episodio La via lattea)

## Prosa radiofonica Rai
- Un nuovo modo di pagare i vecchi  debiti, commedia di Philip Massinger, regia di Giorgio Bandini, trasmessa il 26 febbraio 1961

## Doppiatore
- Gastone in Il signor Rossi cerca la felicità, I sogni del Signor Rossi, Le vacanze del signor Rossi

## Teatro
- Arlecchino servitore di due padroni di Carlo Goldoni, regia di Giorgio Strehler (presumibilmente dalla prima edizione, 1947)
- La storia della bambola abbandonata, di Giorgio Strehler, Milano, Piccola Scala, 22 dicembre 1976.
- Poesie e canzoni per i tempi oscuri, di Carlo Battistoni, Milano, Piccolo Teatro Studio (1996)